# Prosopocoilus astacoides
Prosopocoilus astacoides ist eine Käferart aus der Familie der Schröter (Lucanidae). Die Art wurde im Jahre 1860 von Frederick William Hope beschrieben. Bei Insektensammlern ist der Käfer auch als Weinroter Geweihkäfer bekannt.

## Merkmale
Die Männchen von Prosopocoilus astacoides können eine Gesamtlänge von bis zu 70 mm erreichen. Die Weibchen bleiben mit 20 bis 30 mm deutlich kleiner. Die Tiere sind orange-braun gefärbt. Je nach Unterart sind sie aber auch orange-gelb oder komplett braun. Die Männchen von Prosopocoilus astacoides haben, wie viele Arten aus der Familie der Schröter, sehr stark vergrößerte Mandibeln, die sie dazu einsetzen, um für Weibchen oder Futterplätze zu kämpfen.

## Verbreitung
Prosopocoilus astacoides hat ein weites Verbreitungsgebiet im tropischen Asien wie z. B. in Thailand, Indonesien, Taiwan, China und Malaysia. In verschiedenen geografischen Regionen lassen sich Unterarten unterscheiden.

## Lebensweise
Die vorwiegend nachtaktiven Käfer können aufgrund ihrer umgewandelten Kiefer keine feste Nahrung zu sich nehmen. Aus diesem Grund lecken sie mit ihrer pinselartigen Zunge austretende Baumsäfte oder gärende Fruchtsäfte auf. Tagsüber bekommt man die Käfer nur selten zu Gesicht.
Nach der Paarung machen sich die Weibchen von Prosopocoilus astacoides auf die Suche nach einem Eiablageplatz. Die Eier werden entweder direkt in faules Holz abgelegt oder sie werden in unmittelbarer Nähe von faulem Holz im Waldboden vergraben. Die Larven, die aus den Eiern schlüpfen, ernähren sich von weißfaulem Holz und Humus. Wenn die Larven das dritte Larvenstadium vollendet haben und verpuppungsbereit sind, legen sie im Holz oder im Waldboden eine Kammer in der Größe eines Hühnereis an. In diesem Kokon verpuppt sich die Larve. Nach 6–8 Monaten schlüpft dann der fertig entwickelte Käfer aus der Puppenhaut. Nach weiteren 2 inaktiven Monaten im Kokon, die der Käfer dazu benötigt um seinen Chitinpanzer aushärten zu lassen und seine inneren Organe komplett zu entwickeln, schlüpft er aus dem Kokon und macht sich umgehend auf die Suche nach einem Fortpflanzungspartner und einer Nahrungsquelle.
Wenn die fertigen Käfer aus dem Kokon schlüpfen, haben sie eine Lebenserwartung von etwa 4–6 Monaten. Die Männchen werden in der Regel älter als die Weibchen.

## Forschungsgeschichte
Der Käfer wurde 1840 von Frederick William Hope als Lucanus astacoides beschrieben. Hope wählte das Artepithet astacoides nach den geweihartigen Mandibeln des Männchens dieses Hirschkäfers, die an die Scheren der Hummer, die zur Infraordnung Astacidea gehören, erinnern. Die Art war von William Griffith vom Madras Medical Service bei einer Expedition nach Assam entdeckt und nach England geschickt worden. Das Typusexemplar wird im Hope-Department des Oxford University Museums aufbewahrt.
Die Art wurde später zur Gattung Metopodontus gestellt, die zusammen mit den Gattungen Prosopocoilus und Palidoremus zunächst mit der Gattung Cladognathus vereint, wenig später aber wieder getrennt wurde.

## Unterarten
Es sind mehrere Unterarten bekannt, darunter:
- Prosopocoilus astacoides blanchardi, auf Taiwan und Korea beheimatet.[3]
- Prosopocoilus astacoides castaneus
- Prosopocoilus astacoides cinnamomeus

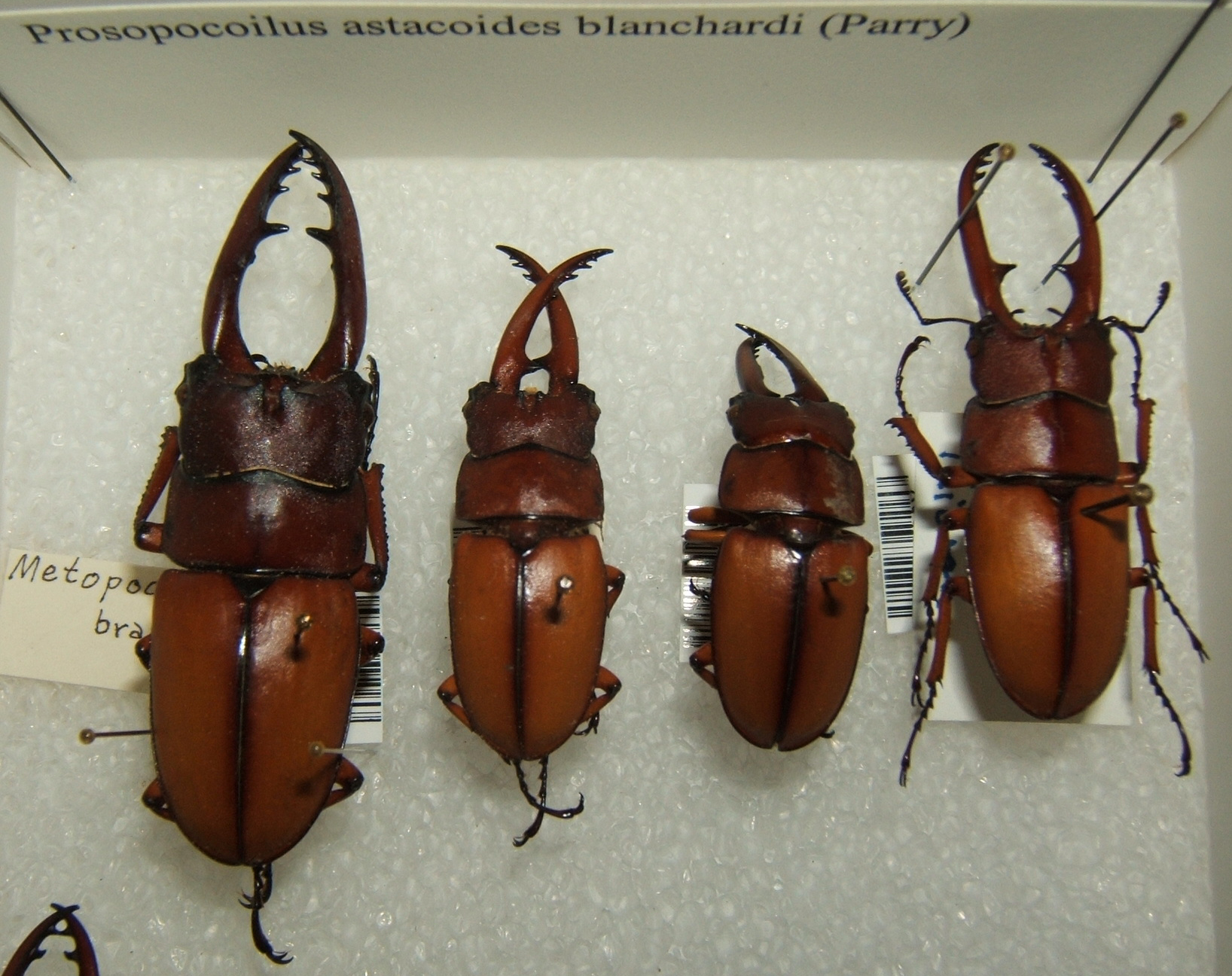
Prosopocoilus astacoides blanchardi
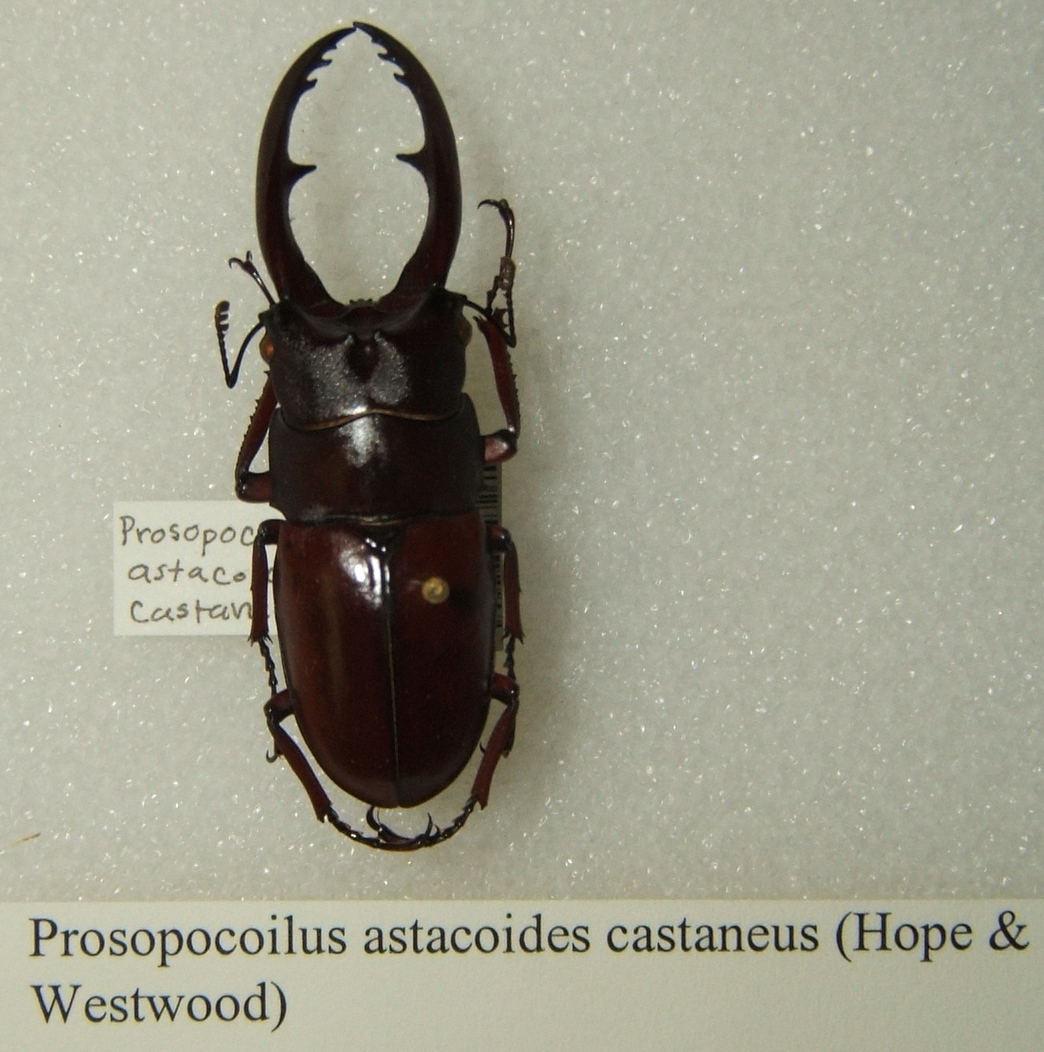
Prosopocoilus astacoides castaneus
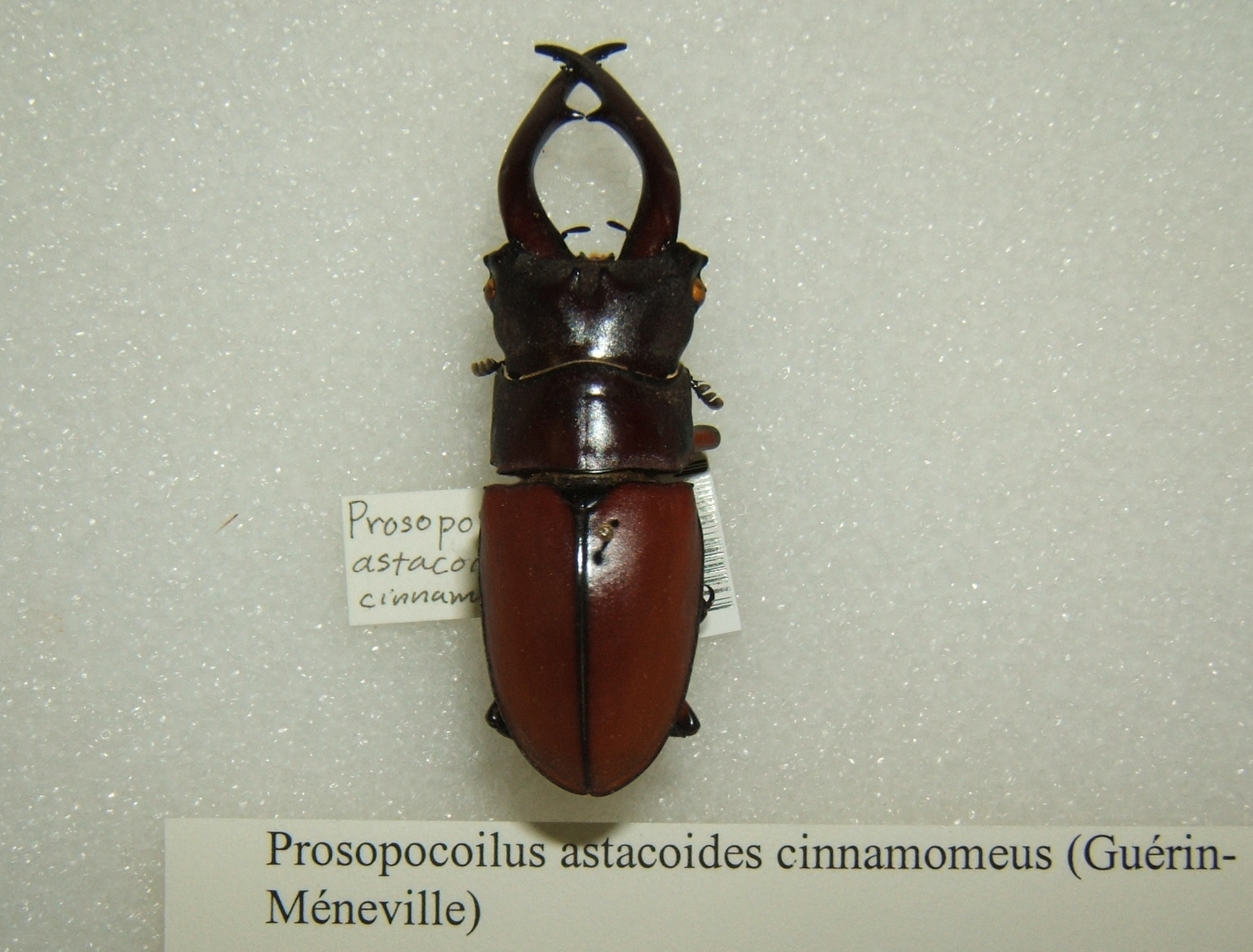
Prosopocoilus astacoides cinnamomeus

## Belege